# Гоге Велюве (національний парк)
Національний парк Гоге Велюве (нід. Nationaal Park De Hoge Veluwe) — це нідерландський національний парк у провінції Гелдерланд поблизу міст Еде, Вагенінген, Арнем та Апелдорн. Парк є одним із найбільших цілісних природних заповідників у Нідерландах та єдиним платним.

## Історія
1909 року парк, як приватний маєток, заснували бізнесмен Антон Креллер та його дружина Гелена Креллер-Мюллер. До 1923 року парк перебував у стадії будівництва — будували огорожу та мисливський будинок, завозили фауну. Мисливський будинок названо на честь святого Губерта та збудовано за проєктом видатного голландського архітектора Гендріка Петрюса Берлаге. Пані Креллер-Мюллер була колекціонеркою мистецтва, тому на території парку почалось спорудження музею.
Однак через погіршення економічної ситуації роботу над музеєм припинили, а подружжя не змогло утримувати парк, і 1935 року мистецьку колекцію подарували державі Нідерланди, яка продовжила будівництво музею. Сам парк передали спеціально утвореному фонду, який отримав кредит від держави., та став національним. Парк досі є одним з двох національних парків Нідерландів у приватній власності та єдиний, хто бере плату за вхід.

## Територія

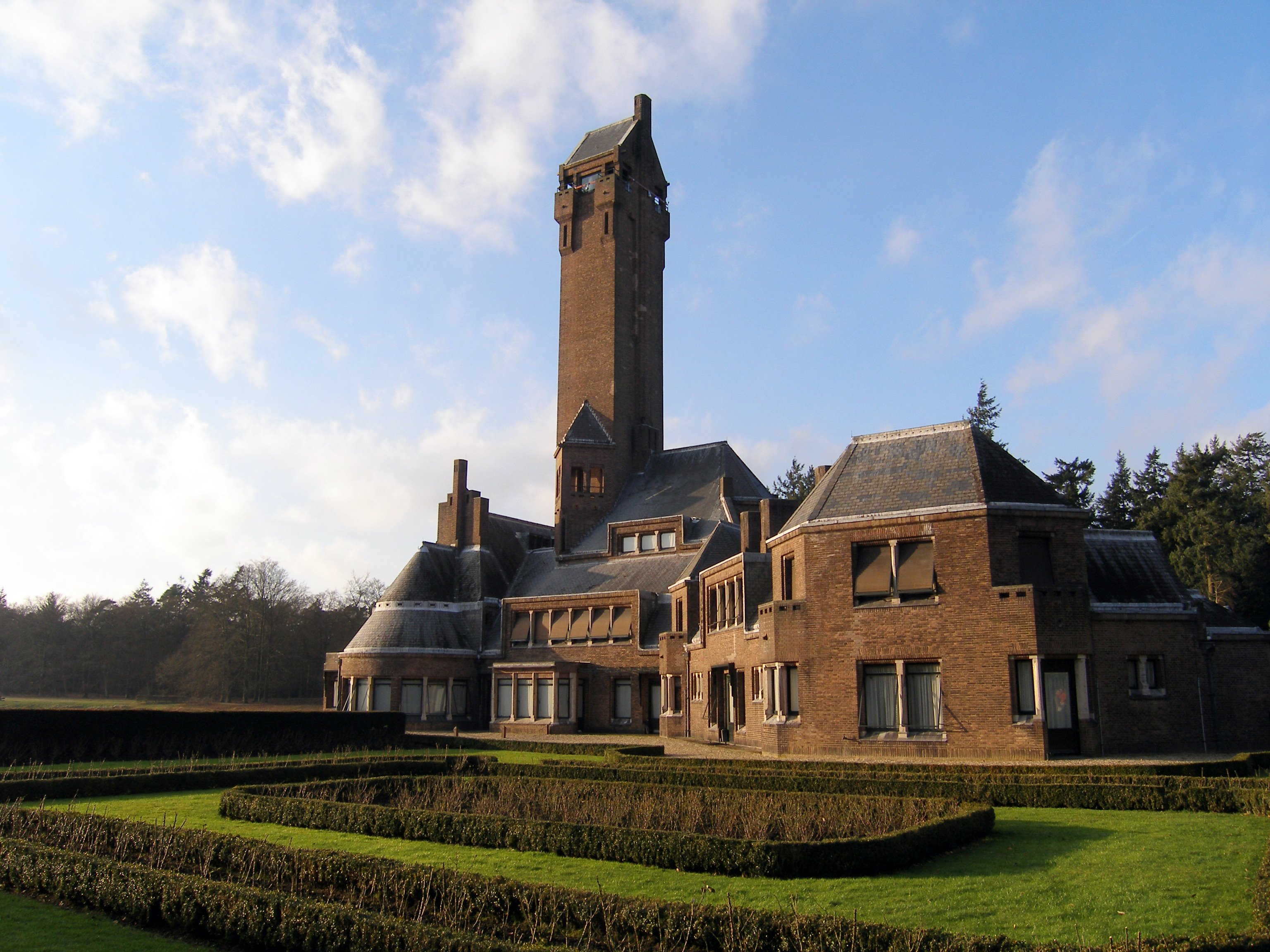
Мисливський будинок Св. Губерта

Він має площу приблизно 55 км2. Парк складається з пустищ, дюн та рідколісся, що є частиною Велюве, території найбільшої кінцевої морени в Нідерландах. Більшість ландшафту парку та Велюве в цілому були створені під час останньої льодовикової ери; раніше піщані дюни були оточені болотистими місцинами, які в результаті осушення навколишніх земель перетворились на пустища.
У парку збереглись залишки поселень.

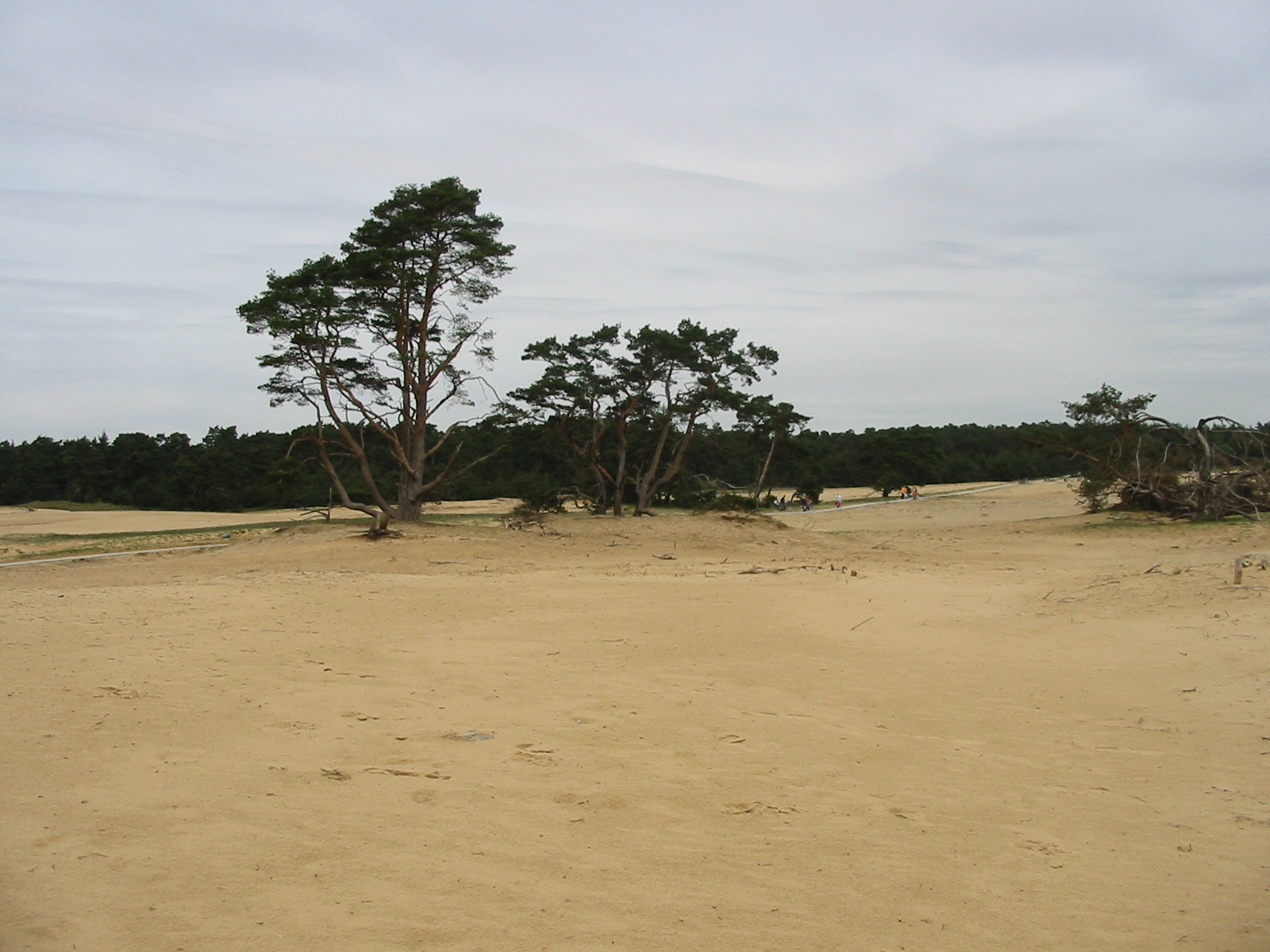
Сосни на відкритому піску

Частина парку (Деленсе Вас, нід. Deelense was) заболочена, там де пісок утворив шар, через який не проходить дощова вода, що демонструє вигляд низин у цій місцевості до антропогенної діяльності.
Парк оточено огорожею, що в поєднанні з платою за вхід роками викликало протест велосипедистів та туристів, які мусили або платити за вхід, або робити значний гак. У 2007 році було знайдено рішення: з велосипедистів беруть знижену плату, якщо вони проводять у парку обмежений час. До парку є три входи — із селищ Оттерло, Хоендерлоо та Шаарсберген.
Усередині парку є декілька значущих будівель. Музей Креллер-Мюллер демонструє колекцію подружжя Креллер-Мюллер, у тому числі численні важливі роботи, наприклад, таких митців як Вінсент ван Гог, Пабло Пікассо, Оділон Редон, Жорж Сера, Огюст Роден та Піт Мондріан. У центрі парку розташований другий музей — Музеондер, який стосується геології та біології Велюве. І нарешті є вже згаданий мисливський будинок.
У парку використовують систему спільного користування велосипедами, безкоштовну для відвідувачів, оскільки значна частина парку недоступна для автомобілів.

## Фауна

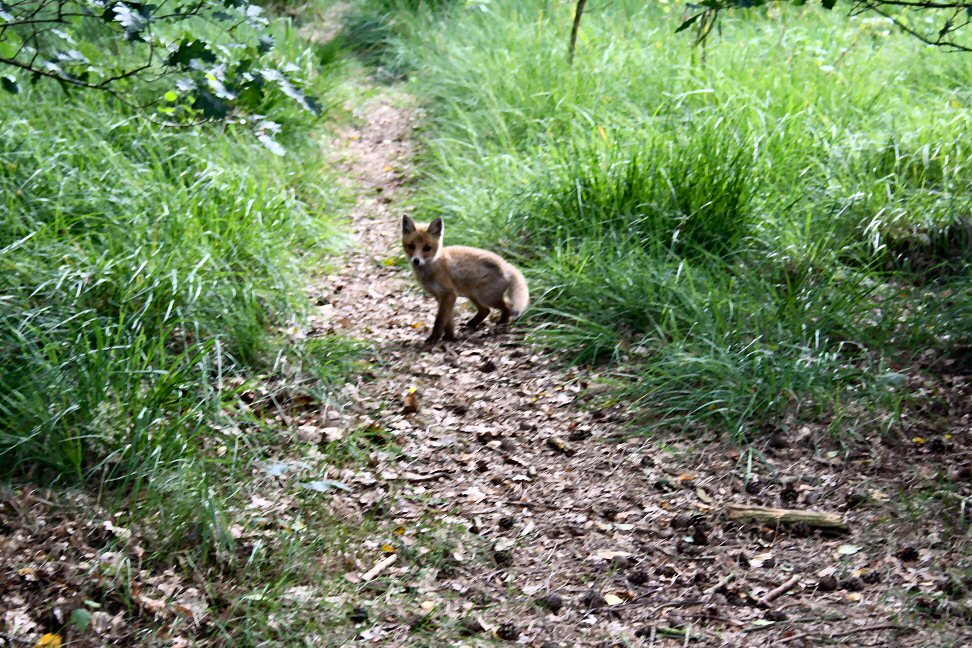
Лисиця в парку

Навесні популяція великих диких тварин парку, як правило, складається приблизно:
- 200 оленів благородних
- 150 сарн європейських
- 50 свиней диких
- 200 муфлонів[5]

Інші тварини, які можна побачити в парку, — лиси, борсуки та куниці, а також численні види птахів.

## Цікавинки
Пасажирський літак авіакомпанії KLM Боїнг 777-300ER, отримав назву «Nationaal Park De Hoge Veluwe», оскільки літак цього типу вважається одним із найбільш ефективних та екологічних у серії.